# Neritilia rubida
Neritilia rubida is een slakkensoort uit de familie van de Neritiliidae. De wetenschappelijke naam van de soort is voor het eerst geldig gepubliceerd in 1865 door Pease.